# 康巴柳
康巴柳（学名：Salix kongbanica）是杨柳科柳属的植物。分布在中国大陆的西藏等地，生长于海拔400米至3,600米的地区，常生长在山坡，目前尚未由人工引种栽培。